# Neoperla hamata
Neoperla hamata är en bäcksländeart som beskrevs av Jewett 1975. Neoperla hamata ingår i släktet Neoperla och familjen jättebäcksländor. Inga underarter finns listade i Catalogue of Life.